# Der Streit der Ideologien und die gemeinsame Sicherheit

„Der Streit der Ideologien und die gemeinsame Sicherheit“

Unter dem Titel Der Streit der Ideologien und die gemeinsame Sicherheit wurde am 27. August 1987 ein gemeinsames Papier von SPD und SED veröffentlicht. Die beiden Parteien legten darin ihren gemeinsamen Willen zur friedlichen Koexistenz zweier deutscher Staaten nieder.

## Entstehung und Wirkung
Das Papier wurde von der Grundwertekommission der SPD und der Akademie für Gesellschaftswissenschaften beim ZK der SED erarbeitet. Federführende Rolle spielte Erhard Eppler. Während Erhard Eppler (SPD) und Rolf Reißig (SED) mit dem Papier im Westen vor die Journalisten traten, waren es im Osten Otto Reinhold (SED) und Thomas Meyer (SPD). Ein weiterer Teilnehmer war Harald Neubert. Das Papier wurde zunächst in den Parteizeitungen Vorwärts und Neues Deutschland veröffentlicht.

Nach der zentralen Passage sollten sich Bundesrepublik Deutschland und DDR „auf einen langen Zeitraum einrichten“, in dem sie

„nebeneinander bestehen und miteinander auskommen müssen. Keine Seite darf der anderen die Existenzberechtigung absprechen. Unsere Hoffnung kann sich nicht darauf richten, dass ein System das andere abschafft. Sie richtet sich darauf, dass beide Systeme reformfähig sind und der Wettbewerb der Systeme den Willen zur Reform auf beiden Seiten stärkt.“

Koexistenz und gemeinsame Sicherheit müssten deswegen „ohne zeitliche Begrenzung“ gelten.

Nach seiner Veröffentlichung wurde das Papier sowohl in der Bundesrepublik als auch in der DDR äußerst kontrovers diskutiert und zog zahlreiche Debatten insbesondere in den Medien und Parteien nach sich. Von der CDU wurde es als eine Art Indiz dafür genommen, dass die SPD die Wiedervereinigung nicht ernsthaft angestrebt habe, sondern sie vielmehr mit ihrer Dialogpolitik aufs Spiel gesetzt hätte. So heißt es etwa im Beschluss des 22. Parteitags der CDU vom November/Dezember 2008: 

„Zwei Jahre vor dem Mauerfall, am 27. August 1987 legten SPD und SED ein Grundwertepapier vor, in dem die Sozialdemokraten das Ziel der Wiedervereinigung praktisch aufgaben.“

 In der DDR war das Interesse am gemeinsamen SED/SPD-Dokument nach seiner Veröffentlichung so groß, dass die Zeitung „Neues Deutschland“, die das Papier in vollem Wortlaut am 28. August 1987 abgedruckt hatte, innerhalb kürzester Zeit vergriffen war. Viele DDR-Bürger, die kein Exemplar des „Neuen Deutschlands“ mehr bekommen hatten, konnten das Papier danach nur schwer erwerben; die ZK-Bürokratie hatte einen weiteren Druck des Papiers verboten.
In den folgenden Monaten wurde die Schrift in weiten Kreisen der DDR-Gesellschaft, in den Kirchen, Oppositionsgruppen sowie auf wissenschaftlichen Veranstaltungen und an Universitäten diskutiert. Obwohl das Papier dabei von vielen Bürgern, insbesondere von Oppositionellen und Vertretern der Bürgerrechtsgruppen, nach seiner Veröffentlichung begrüßt wurde, gab es auch kritische Meinungen. Einige Oppositionelle hatten ein ambivalentes Verhältnis zu den Dialoggesprächen zwischen SPD und SED und dem gemeinsamen Ideologiepapier. Einerseits befürworteten sie den Inhalt des Papiers und sahen in ihm gewissermaßen einen ersten wichtigen Schritt zu einem weitreichenden gesellschaftlichen Dialog; andererseits wurde auch kritisiert, dass die Oppositionellen nicht direkt in die Gespräche miteinbezogen worden waren.
In den USA und den UdSSR fielen die Reaktionen auf das Papier unterschiedlich aus. Zwar gab es in beiden Ländern Befürworter und Gegner des Papiers, insbesondere in Regierungskreisen der USA allerdings wurde es von Beginn an skeptisch betrachtet, und die Dialoggespräche als solche wurden abgelehnt. In den UdSSR dagegen änderte sich die Haltung zum Papier: Nach einer ersten Phase der Skepsis und Verärgerung über den Alleingang der SED wurde es von Regierungsseite ab 1988 zunehmend begrüßt.
Die Prognose eines „langen Zeitraums“ der weiteren Teilung Deutschlands bewahrheitete sich nicht. Bereits zwei Jahre später endete die Parteidiktatur der SED und im Folgejahr die deutsche Teilung.

### Der ganze Text im Wortlaut
- INFORMATIONSDIENST DER SPD vom 3. (?) August 1987
- ND vom 28. August 1987

### Weitere
- Franz Walter: 20 Jahre Dialogpapier: Wie SPD und SED die DDR destabilisierten. In: Spiegel Online. 26. August 2007.
- BStU, Themenbeitrag: Die Stasi zum SED-SPD-Papier "Der Streit der Ideologien und die gemeinsame Sicherheit"